# August Maria Kemetter

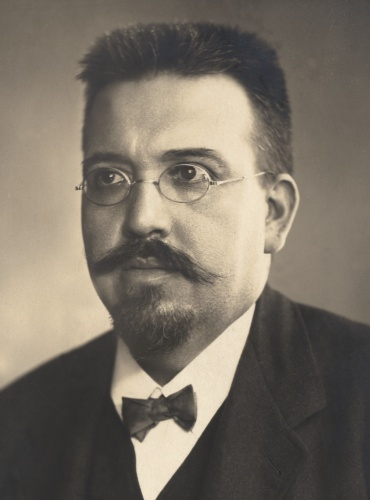
August Maria Kemetter

August Maria Kemetter (* 17. Juli 1866 in Wien; † 4. Dezember 1945 in Innsbruck) war ein österreichischer Politiker zunächst der Christlichsozialen Partei (bis 1912), dann der christlich-nationalen Partei Deutsches Zentrum.

## Ausbildung und Beruf
Der Sohn eines Magistratsbeamten (Kassa-Offizials) ging nach dem Besuch der Volksschule an das Piaristengymnasium in Wien. Von 1886 bis 1890 studierte er an der Universität Wien Geschichte und Geographie. Während seines Studiums wurde er 1887 Mitglied der KÖStV Austria Wien im CV. Später wurde er noch Mitglied der KÖStV Rudolfina Wien, KaV Norica Wien und KÖStV Nordgau Wien.
Im Jahr 1895 absolvierte er die Lehramts-Staatsprüfung für Geschichte und Geographie. Er wurde Supplent und zwischen 1898 und 1903 Professor am Gymnasium in Mödling. Zwischen 1903 und 1905 war er Direktor des Gymnasiums in Horn. Von 1905 bis 1919 war er Direktor der niederösterreichischen Landeslehrerbildungsanstalt am Pädagogium in Wien, jedoch ließ er sich bereits seit 1907 für seine politische Tätigkeit beurlauben.

## Politische Funktionen und Mandate
- 1907–1918: Abgeordneter des Abgeordnetenhauses im Reichsrat (XI. und XII. Legislaturperiode), Wahlbezirk Österreich unter der Enns 51, Christlichsoziale Partei (bis 1912), ab 1913 Deutsches Zentrum, ab Oktober 1918 Deutschösterreichische Unabhängigkeitspartei
- 21. Oktober 1918 bis 16. Februar 1919: Mitglied der Provisorischen Nationalversammlung, DnP
- ab 1930 Mitglied des Ausschusses, 1934–1938 Präsident der Österreichischen Liga für Menschenrechte